# Ókovács Szilveszter
Ókovács Szilveszter (született Kovács) (Veszprém, 1969. december 31. –) magyar operaénekes, zenekritikus-publicista, rádiós és televíziós műsorvezető, 2010–2011 között a Duna TV vezérigazgatója, 2011-től a Magyar Állami Operaház kormánybiztosa, majd 2013-tól főigazgatója. Hangfaja lírai bariton. Hangszerei: trombita, harsona, basszusgitár, zongora, parasztfurulya.

## Tanulmányai
A veszprémi Lovassy Gimnáziumban érettségizett, 1988-ban, majd a győri Zeneművészeti Főiskolán végzett mint magánénektanár és kamaraművész, 1992-ben. A budapesti Liszt Ferenc Zeneakadémián 1997-ben vette át diplomáit mint operaénekes, énekművész és művésztanár. Mestere Keönch Boldizsár, Békés András és Medveczky Ádám volt.

## Zenészi pályafutása
1991-től énekesként Európa számos országában lép fel dalesteken, oratóriumhangversenyeken és operaelőadásokban, többek között Kocsis Zoltán, Medveczky Ádám, Héja Domonkos, Ligeti András keze alatt, egyebek mellett a Nemzeti Filharmonikus Zenekar, a Magyar Állami Operaház Zenekara, a Danubia Szimfonikus Zenekar, a MATÁV, a MÁV és a Magyar Rádió Szimfonikus Zenekara közreműködésével. 1996-tól a Budapesti Kamaraopera szólistája.
1996–2000 között a váci konzervatórium magánének- és operatörténet-tanára volt. 1998-tól fejlesztési tanácsadó volt az Oktatási Minisztériumban, 2000–2002 között a miniszterelnöki kabinet parlamenti tanácsadója volt. 2002–2005 között a Magyar Állami Operaház tagja, kommunikációs igazgató volt.
A Filharmónia felkérésére rendszeresen vezet ifjúsági hangversenyeket a budapesti Zeneakadémián.
Portrélemeze 2007 novemberében jelent meg Képhiba címmel.
2011. augusztus 22-én a kormány a Magyar Állami Operaház kormánybiztosává nevezte ki az intézmény főigazgatójának kinevezéséig, legfeljebb két évre. Jogköre a főigazgatóéval azonos, feladata ellátásáért a miniszterelnöknek felelős.

## Elismerések
- Mikszáth Kálmán-díj (2009)
- Pro Urbe Budapest (2015)
- A Magyar Érdemrend középkeresztje (2022)

## Tevékenysége a médiában
Cikkei 1998-tól jelennek meg különböző lapok hasábjain: Belváros, Heti Válasz (Szilver Ottó álnéven), UFI, Gramofon, Operaélet, EMI-HangJegyzet, Új Ember, KépMás, Nagyítás, Fidelio, fidelio.hu. 2005-től heti recenziórovata van a Magyar Nemzetben (HangKép, illetve operakritikák). 2006/2007-ben a Sződliget.hu offline felelős szerkesztője.
Rádiós műsorvezetőként 1989-ben kezdett dolgozni a veszprémi Radio Jamben. Hosszú szünet után 2001–2004 között a Bartók Rádió következett (Kéz- és lábtörést!, élő operaközvetítések, zenei jegyzetek). Indigó címmel 2007 tavaszán indult vasárnapi újrabeszélő politikai műsora a Lánchíd Rádióban.
Első televíziós megjelenése az MTV 1991/92-es országos, körkapcsolásos Mozart-vetélkedőjéhez kötődik, amelyben győzelemre vezette a győri Zeneművészeti Főiskola csapatát. 2001-ben rövid ideig a Satelit csatorna riportere volt (Operapáholy, Juhász Előddel), majd 2002. december 1-jétől, a HírTV megalakulásától a csatorna műsorvezetője, szerkesztője. Műsorai: ARTéria, Főszerepben, Hír+Háttér, Lapzárta, Különkiadás, Politikai Barométer, Esti Gyors, Lapzárta Extra, Rájátszás, Negyedik.

## A Duna TV vezetőjeként
2010 novemberében a Közszolgálati Közalapítvány kuratóriuma váratlanul a Duna Televízió vezérigazgatójává választotta. A  magyarországi közmédiák összevonása tevékenysége alatt zajlik. 500 dolgozó elbocsátása fűződik nevéhez. A Duna II Autonómia helyén egy DunART nevű művészeti csatornát tervezett indítani, mely végül Duna 2 néven indult el, ezen formájában 3 hónapig működött.
Miután 2011. augusztus 22-én a Magyar Állami Operaház kormánybiztosává nevezték ki, szeptemberben  lemondott a Duna Tv vezérigazgatói pozíciójáról.

## A Magyar Állami Operaház vezetőjeként
Az Operaház szervezeti átalakítását tűzte zászlajára. 2012-ben valamennyi szólóművész (magánénekes és karmester) elbocsátásával megszűnt a társulat. (A magánénekesek száma 2000 óta csökkent 110-ről 34-re, miközben magyar és külföldi vendégművészek egyre nagyobb számban énekeltek az előadásokon.) Ezután minden énekes és karmester évadokra és szerepekre szerződik, mint több nyugat-európai operaházban, jelentősen megemelt tiszteletdíjért. Az átalakítás során összesen 160 operaházi dolgozó állása szűnt meg vagy alakult át szerződésessé.
Bevezette az ún. semi-stagione játékrendet, amelyben a repertoár produkciói hetente váltják egymást átfedéses szerkezetben. Az Operaház költségvetési támogatását és előadásszámát növelte, több új programot és akciót indított a közönség utánpótlására. Főigazgatósága alatt újra nyílt az Erkel Színház. 2012 augusztus 31-től általános kormányzati átszervezés miatt megszüntették kormánybiztosi pozícióját, amely 2012. szeptember 1-től „megbízott”, majd 2013. január 28-tól „rendes” főigazgatói kinevezésbe fordult át. 2017-ben pályázati útján újból főigazgató lett négy évre.

## Magánélete
Nős, felesége dr. Máthé Zsuzsa, aki jogász, történész. Két fiúgyermekük, Benedek (2004) és Zsombor (2005) után 2008-ban született kislányuk, Juliska, majd 2014-ben érkezett világra negyedik gyermekük, Boróka.

## Művei
- Opera-sziporka. Ókovács Szilveszterrel beszélget Juhász Előd; Kairosz, Bp., 2013 (Magyarnak lenni)
- Kritikám alul 365 – minden lapra egy zene; Helikon, Bp., 2014
- Karczag Márton–Ókovács Szilveszter: Fricsay 100. Akit a zene éltetett; Magyar Állami Operaház, Bp., 2014

## Portré
- Szerelmes földrajz – Ókovács Szilveszter (2017)